# Koloniën van Weldadigheid
De Koloniën van Weldadigheid zijn zeven gebouwencomplexen van voormalige binnenlandse Nederlandse en Belgische koloniën, gelegen in de provincies Drenthe, Overijssel, en Antwerpen in het toenmalige Verenigd Koninkrijk der Nederlanden. Ze werden in 1818 opgezet door de Maatschappij van Weldadigheid om de heersende armoede tegen te gaan. Dit project betrof een sociaal experiment dat uniek is voor Europa en stond aan het begin van Nederland als verzorgingsstaat. De koloniën hebben een Europees Erfgoedlabel en staat dus op de Europese Erfgoedlijst.

## Geschiedenis

### Werelderfgoed
Vier van deze koloniën werden in juli 2021 tijdens de 44e sessie van de Commissie voor het Werelderfgoed in Fuzhou gezamenlijk toegevoegd aan de UNESCO-Werelderfgoedlijst. Niet alle koloniën maken onderdeel uit van het werelderfgoed; de geselecteerde kolonies zijn Frederiksoord, Wilhelminaoord en Veenhuizen in Nederland en de kolonie in Wortel in België.
Samen getuigen deze vier koloniën van een 19e-eeuws experiment in sociale hervormingen, waarbij men poogde om stedelijke armoede te verlichten door landbouwkolonies op afgelegen locaties te stichten. De kolonie Frederiksoord, opgericht in 1818, is de vroegste en de thuisbasis van het oorspronkelijke hoofdkantoor van de Maatschappij van Weldadigheid, een vereniging die probeerde armoede op nationaal niveau te verminderen. Omdat de kleine boerderijen van de koloniën onvoldoende inkomsten opleverden, zocht de Maatschappij van Weldadigheid andere bronnen van inkomsten. Ze sloot contracten met de staat om wezen onder te brengen, al snel gevolgd door bedelaars en landlopers. Dat leidde tot de oprichting van ‘onvrije’ kolonies, zoals Veenhuizen, met grote slaapzalen en grotere gecentraliseerde boerderijen. Bewoners moesten daar onder toezicht van bewakers werken. De kolonies waren ontworpen als panoptische nederzettingen langs orthogonale lijnen. Ze beschikken over woongebouwen, boerderijen, kerken en andere gemeenschappelijke voorzieningen. Op het hoogtepunt in het midden van de 19e eeuw woonden in Nederland ruim 11.000 mensen in dergelijke kolonies. In België piekte hun aantal in 1910 op 6.000.

## Musea
Er zijn drie musea te vinden die iets vertellen over de geschiedenis van de Koloniën van Weldadigheid:
- Gevangenismuseum: dit museum richt zich op de strafkolonie in Veenhuizen.
- Museum De Proefkolonie in Frederiksoord: in dit museum ligt de nadruk op de koloniën in Drenthe.
- Bezoekerscentrum Kolonie 5-7 in Hoogstraten: in dit bezoekerscentrum wordt de geschiedenis van de koloniën in het huidige België tentoongesteld.

## Afbeeldingen

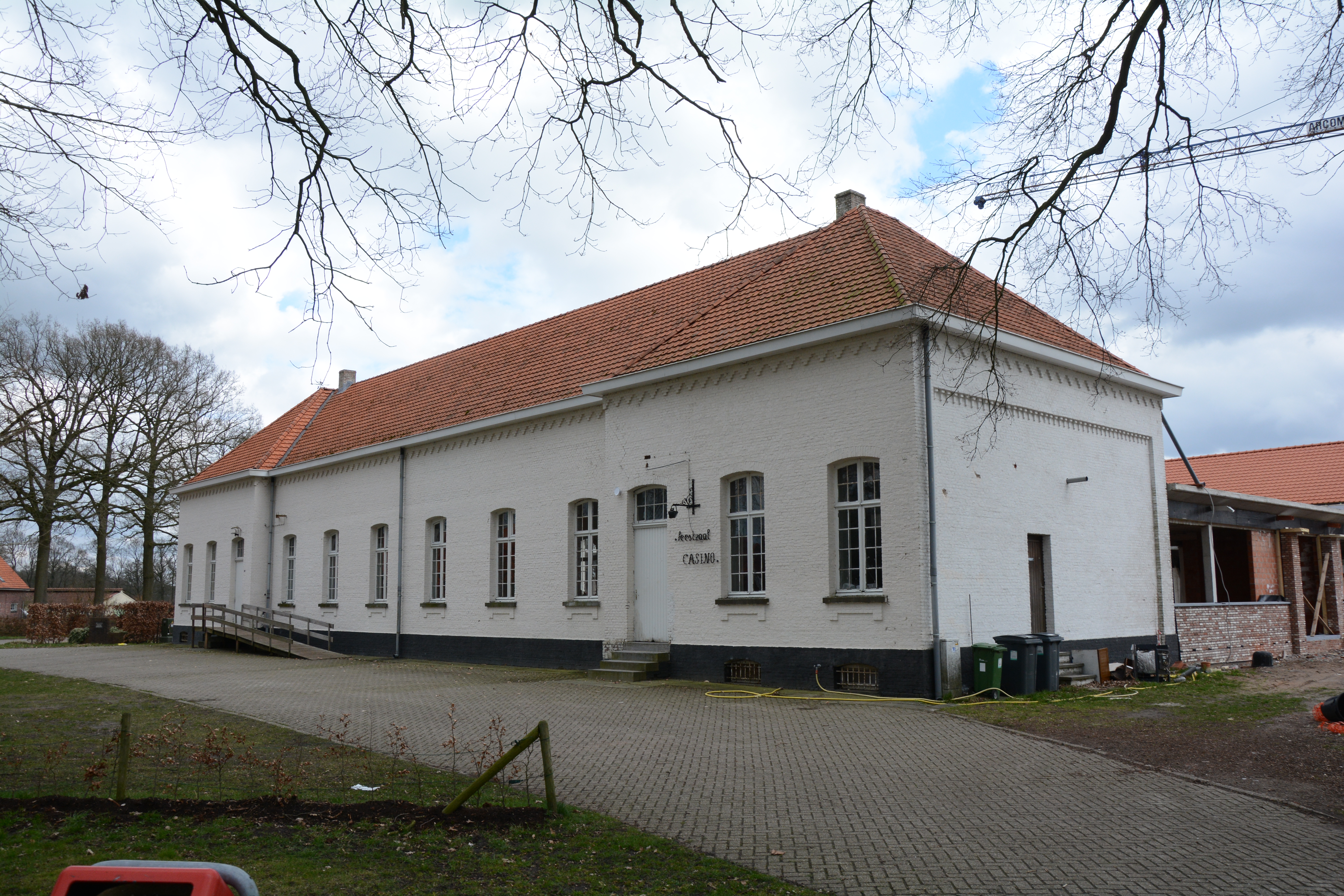
Wortel-kolonie
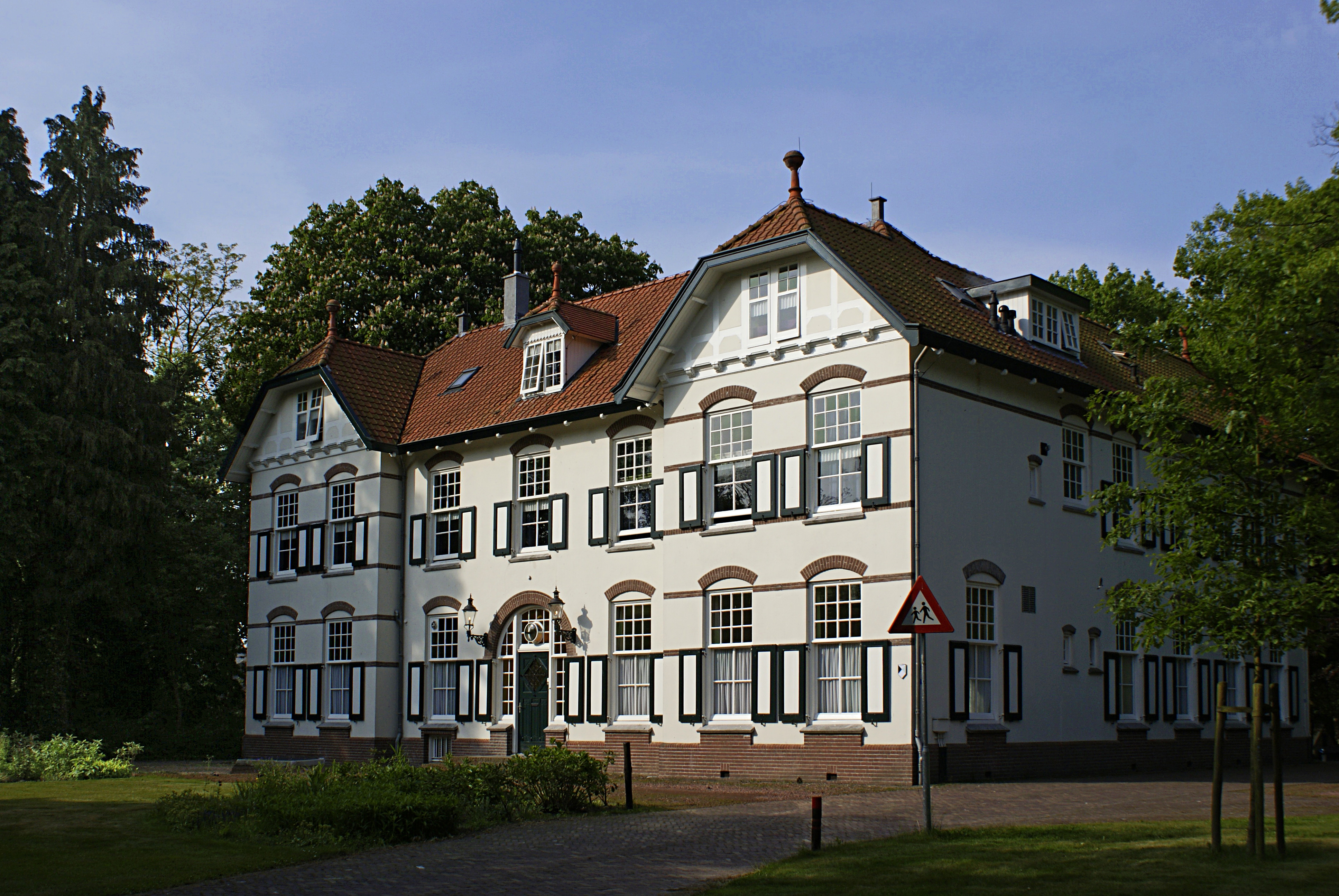
Wilhelminaoord
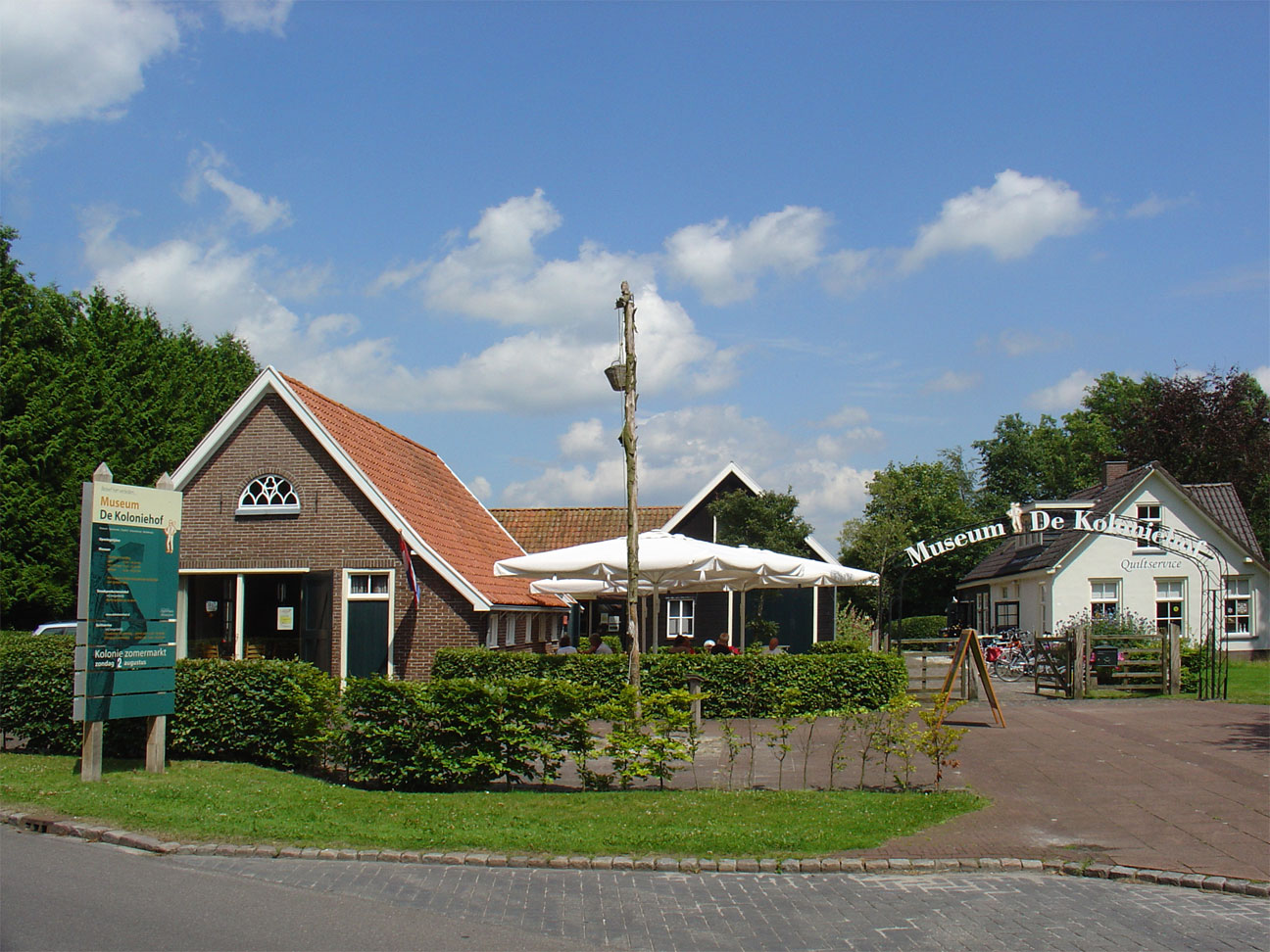
Frederiksoord
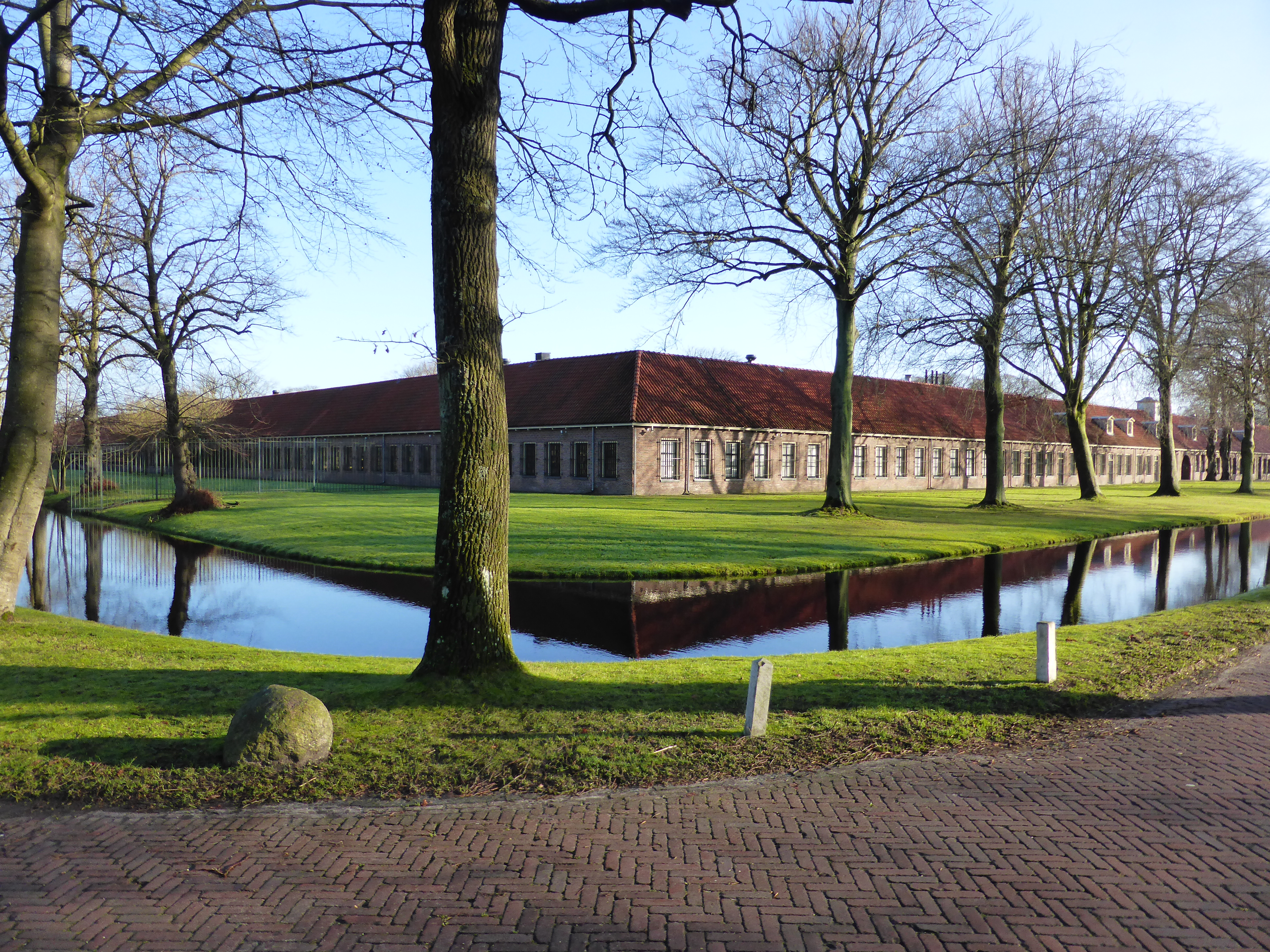
Veenhuizen